# Sondes flotants

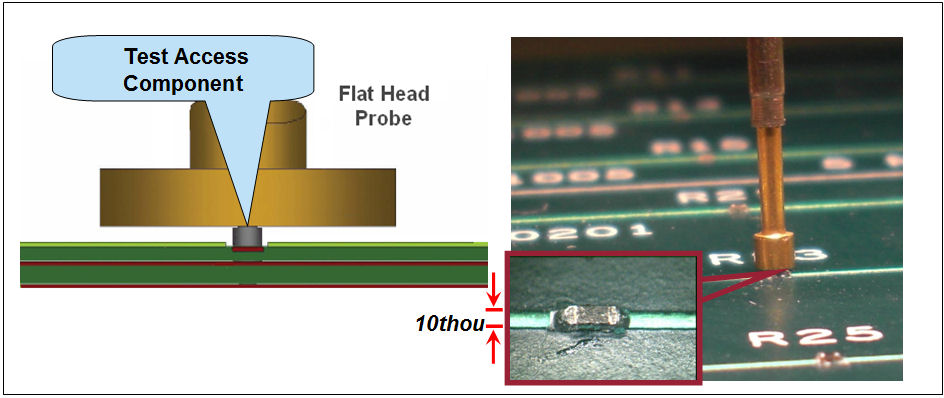
Fig.1 Imatge real d'una agulla fent contacte elèctric sobre un circuit electrònic.

En la fabricació de plaques de circuits impresos electrònics, s'utilitzen sondes flotants per provar tant plaques de circuits nus com plaques carregades amb components. Les sondes flotants es van introduir a finals de la dècada de 1980. Les sondes flotants es poden trobar en moltes operacions de fabricació i muntatge. Un provador de sondes flotants utilitza una o més sondes de prova per posar-se en contacte amb la placa de circuit a prova; les sondes es mouen d'un lloc a un altre de la placa de circuit per dur a terme proves de múltiples conductors o components. Els provadors de sondes flotants són una alternativa als provadors de llit d'agulles, que utilitzen múltiples contactes per contactar simultàniament amb la placa i que es basen en la commutació elèctrica per dur a terme les mesures.
Una limitació dels mètodes de prova de sondes flotants és la velocitat a la qual es poden prendre mesures; les sondes s'han de traslladar a cada nou lloc de prova del tauler i, a continuació, s'ha de completar una mesura. Els provadors de llit d'agulles toquen cada punt de prova simultàniament i el canvi electrònic dels instruments entre els pins de prova és més ràpid que el moviment de les sondes.

## Prova en circuit impresos amb o sense components inserits
En les proves de plaques de circuits impresos, es pot utilitzar una prova de sonda voladora o un sistema de proves en circuit sense aparells (FICT) per provar la producció de baix a mitjà volum, prototips i plaques que presentin problemes d'accessibilitat. Un provador tradicional de "llit d'agulles" per provar un PCB requereix un accessori personalitzat per subjectar el PCBA i els pins Pogo que entren en contacte amb el PCBA. En canvi, FICT utilitza dues o més sondes flotants, que es poden moure segons les instruccions del programari. Les sondes volants estan controlades electromecànicament per accedir als components dels circuits impresos (PCA). Les sondes es mouen per la placa que s'està provant mitjançant un sistema de dos eixos operat automàticament, i una o més sondes de prova es posen en contacte amb components de la placa o punts de prova de la placa de circuit imprès.
El principal avantatge de les proves de sondes flotants és el cost substancial d'una fixació de llit d'agulles, amb un cost de l'ordre de 20.000 euros, no és necessari. Les sondes flotants també permeten una fàcil modificació de l'aparell de prova quan canvia el disseny del PCBA. FICT es pot utilitzar tant en PCB nus com muntats. Tanmateix, atès que el provador fa mesures en sèrie, en lloc de fer moltes mesures alhora, el cicle de prova pot arribar a ser molt més llarg que el d'un accessori de llit d'agulles. Un cicle de prova que pot trigar 30 segons en aquest sistema, pot trigar una hora amb sondes flotants. És possible que la cobertura de la prova no sigui tan completa com un test de llit d'agulles (suposant un accés net similar per a cadascun), perquè es posen a prova menys punts alhora.